# Гектор (Арканзас)
Гектор (англ. Hector) — місто (англ. town) в США, в окрузі Поуп штату Арканзас. Населення — 411 особа (2020).

## Географія
Гектор розташований за координатами 35°27′46″ пн. ш. 92°58′45″ зх. д. / 35.46278° пн. ш. 92.97917° зх. д. (35.462913, -92.979130).  За даними Бюро перепису населення США в 2010 році місто мало площу 6,01 км², з яких 6,00 км² — суходіл та 0,01 км² — водойми.

## Демографія
Згідно з переписом 2010 року, у місті мешкало 450 осіб у 172 домогосподарствах у складі 125 родин. Густота населення становила 75 осіб/км².  Було 204 помешкання (34/км²). 
Расовий склад населення:
| - 95,8 % — білих - 0,9 % — корінних американців - 1,1 % — осіб інших рас |

До двох чи більше рас належало 2,2 %. Іспаномовні складали 4,2 % від усіх жителів.
За віковим діапазоном населення розподілялося таким чином: 28,7 % — особи молодші 18 років, 55,7 % — особи у віці 18—64 років, 15,6 % — особи у віці 65 років та старші. Медіана віку мешканця становила 36,0 року. На 100 осіб жіночої статі у місті припадало 99,1 чоловіків;  на 100 жінок у віці від 18 років та старших — 89,9 чоловіків також старших 18 років.
Середній дохід на одне домашнє господарство  становив 47 533 долари США (медіана — 38 036), а середній дохід на одну сім'ю — 50 038 доларів (медіана — 43 000). За межею бідності перебувало 15,3 % осіб, у тому числі 3,7 % дітей у віці до 18 років та 9,1 % осіб у віці 65 років та старших.
Цивільне працевлаштоване населення становило 207 осіб. Основні галузі зайнятості: освіта, охорона здоров'я та соціальна допомога — 26,6 %, будівництво — 15,9 %, роздрібна торгівля — 11,1 %, транспорт — 10,6 %.